# Stasi
Ministarstvo za državnu sigurnost (njem. Ministerium für Staatssicherheit), skraćeno Stasi (čita se Štazi), bila je tajna policija za vrijeme Njemačke Demokratske Republike i ujedno organizacija za progon takozvanih političkih prijestupnika.
Osnovana je 8. veljače 1950. godine s operacijskim središtem u Istočnom Berlinu, gdje se nalazio njezin veliki sklop u Lihtenbergu i drugi manji raspoređeni po ostalim dijelovima grada. Rasformirana je 1989. godine raspadom DDR-a. 
Stasi je prvenstveno služila ugnjetavanju domaćega pučanstva. Pokraj golemoga nadzora putem brojnih doušnika služila je i kao sredstvo zastrašivanja i terora protiv disidenata te kritičara režima.